# Cecylia Gębicka
Cecylia Goldszmit, z domu Gębicka (ur. 14 grudnia 1853 w Kaliszu, zm. 11 lutego 1920 w Warszawie) – polska edukatorka, matka Janusza Korczaka, żona Józefa Goldszmita.
Rodzina Cecylii Gębickiej wywodziła się z Kaliskiego, jeden z jej dziadków był szklarzem, drugi, Maurycy Gębicki był lekarzem. Jej ojciec Józef (Adolf) Gębicki był kaliskim kupcem i społecznikiem. Groby niektórych członków rodziny (jej grobu nie odnaleziono) znajdują się na cmentarzu żydowskim przy ul. Okopowej w Warszawie.
Wyszła za mąż za Józefa Goldszmita 27 maja 1874 w Kaliszu, po czym nowi małżonkowie przeprowadzili się do Warszawy. W 1878 lub 1879 r. urodził się im syn Henryk (Janusz Korczak); mieli też córkę Annę.
Długotrwała choroba Józefa spowodowała trudności finansowe dla rodziny (zmarł w 1896 roku). W 1895 Cecylia otworzyła w swoim mieszkaniu przy ul. Leszno 18 m. 10 „stancję dla uczennic i uczniów Izraelitów, uczęszczających lub przygotowujących się do gimnazjum i zawodów fachowych”; w latach późniejszych pod nowym adresem Nowosenatorska 6 m. 11 „z upoważnienia władz szkolnych” prowadziła pensjonat dla uczniów. W lekcjach i korepetycjach pomagał jej syn.
Zmarła zaraziwszy się tyfusem plamistym, opiekując się synem w szpitalu zakaźnym na Kamionku w Warszawie.